# Ochrosperma oligomerum
Ochrosperma oligomerum är en myrtenväxtart som först beskrevs av Ludwig Radlkofer, och fick sitt nu gällande namn av Anthony R. Bean. Ochrosperma oligomerum ingår i släktet Ochrosperma och familjen myrtenväxter. Inga underarter finns listade i Catalogue of Life.